# Ivonne Witteveen
Ivonne Witteveen (sinh ngày 22 tháng 1 năm 1944) là một tay đấm người Hà Lan. Bà đã tham gia cuộc thi foil cá nhân của phụ nữ tại Thế vận hội Mùa hè năm 1968.